# Señora (telenovela venezolana)
Señora es una telenovela venezolana realizada y transmitida por la cadena RCTV en el año 1988. Original de José Ignacio Cabrujas, aunque la inspiración de la historia se halla en dos libros de la literatura universal, Doña Bárbara de Rómulo Gallegos (Venezuela) y Los Miserables de Víctor Hugo (Francia). Según varios expertos Señora es una de las mejores telenovelas que tanto RCTV como Venezuela han hecho.
Está protagonizada antagónicamente por la primera actriz Caridad Canelón en compañía de Maricarmen Regueiro y Carlos Mata cómo la pareja principal y Flavio Caballero.

## Argumento
Esta historia gira en torno a 2 mujeres muy distintas y parecidas a la vez que se vuelven rivales por un mismo hombre sin imaginar su verdadero parentesco.
Constitución Méndez era una señorita ingenua que a los catorce años su familia la termina prácticamente regalando a Eleazar, un hombre poderoso de su pueblo (el cual es pedófilo), éste hombre la tortura, esclaviza y llega a violarla cuántas veces quiera, esta termina embarazada de una niña a la cual cree muerta nada más nacer por culpa de este hombre, el cual la ocultó de ella al creer que esta le fue infiel con otro hombre, Constitución logra escapar de su verdugo, el cual envejece mágicamente.
Constitución con una infinita sed de venganza que la terminó volviendo rencorosa, cruel y dominante además con un gran repudio y odio hacia todos los hombres utiliza su belleza e inteligencia para "vengarse" de todos los hombres hasta terminar volviéndose esposa de Jacinto Perdomo, un hombre al que solo usa por su fortuna y termina convirtiendo en una sombra de lo que era, de igual manera ella manipula a las hijas que tuvo con Perdomo "para mantener el orden en la familia". Más de 20 años después una señora llamada Endrina visita a Constitución y le dice que su hija en realidad está viva pero al no creerle la termina echando a empujones de su casa pero lo termina poniendo en duda... Más tarde Constitución vuelve a encontrarse con Eleazar y está dispuesta a descubrir si de verdad su hija murió mientras lo tortura. 
Por otro lado y mientras sucede lo de Constitución, una joven llamada Eugenia Montiel creció como una joven huérfana y marginal que a medida que iba creciendo termina metiéndose en problemas con la ley al robar un trozo de pan y debido a un problema judicial termina yendo cinco años a la cárcel y al averiguar que el responsable de su encarcelamiento tan largo es el fiscal Diego Mendoza ella lo odia y al salir jura venganza contra él.
Cinco años después una extraña mujer llamada Endrina visita a Eugenia y mientras habla con ella le dice que es hermana de Cándida, una mujer con la que vivió unos años, ese mismo día Silvana, una presa violenta, golpea a Eugenia con un tubo después de una pelea dejándola temporalmente ciega en venganza por haberle robado.
Mientras tanto Endrina visita a Diego y le pide que repare su error por lo que el después de pensarlo la visita 4 veces: en la primera visita Eugenia termina golpeando a Diego, en la segunda Diego finge ser un doctor y Eugenia se termina enamorando debido a que no logra verle la cara, en la tercera Diego también se enamora pero estando casado y con una hija además de saber que no lo perdonará se marcha y la deja en libertad y en la cuarta ya en la casa de Cándida y Endrina.
Eugenia al salir libre se va a vivir con Endrina y Cándida y pasan muchas cosas antes de lograr ser felices (entre ellas descubrir que el médico es Diego) y lo logran, junto con una amiga que está en la cárcel, pero después de un año Cándida muere no sin antes entregarle un papel con un nombre femenino que es la señal de su pasado, Eugenia con ganas de saber más termina marchando a Caracas con un solo objetivo: descubrir su misterioso pasado, al llegar a Caracas ella se ve envuelta en un crimen: el asesinato de Pilar, la esposa de Diego, huyendo de la justicia se encuentra cara a cara con Constitución, y sin saberlo esta mujer es la clave de su misterioso pasado, Eugenia empieza a trabajar en la casa de esta mujer.
Eugenia conoce a un hombre que la endiosará y amará llamado Anselmo Itriago pero esta ignorará el amor siendo que solo tiene un objetivo en la cabeza, pero irónicamente la vida le depara una tremenda jugada; ella se vuelve a encontrar con Diego y después de varios problemas inician una problemática relación la cual Constitución no permitirá al estar enamorada de Diego, siendo que éste hombre le recuerda a su amor del pasado.
Constitución enfadada y con ganas ganas de vengarse no permitirá que nadie se interponga entre ella y sus objetivos volviéndose rival de Eugenia por el amor de Diego haciendo lo que sea para ganar, así sea destruyendo a Eugenia. Pero algo que ambas ignoran es que en realidad son madre e hija, siendo que Eugenia es la hija que Constitución perdió hace varios años.

## Elenco
- Caridad Canelón - Constitución Méndez de Perdomo / María Méndez "La Señora"
- Maricarmen Regueiro - María Eugenia Montiel / María Eugenia Méndez
- Carlos Mata - Fiscal Diego Mendoza
- Flavio Caballero - Anselmo Itriago
- Amalia Pérez Díaz - Doña Endrina Montoya
- Carlos Márquez - General Fernando Sucre
- María Teresa Acosta - Doña Cándida Montoya
- Marisela Berti - Sonia "Candela" Benítez
- Cristina Reyes - Pilar Luján De Mendoza
- Arquímedes Rivero - Juez Juan Pantoja
- Carlos Cámara Jr. - José Carmona "Kennedy"
- Carlos Flores - Mayordomo López
- Carlos Villamizar - Don Aquiles Mendoza
- Carolina López - Silvina Carrero  / Diana Pérez
- Charles Barry - Padre Ramón Peralta
- Elisa Stella - Doña Eloísa
- Frank Moreno - Inspector Efraín Martínez
- Hylene Rodríguez - María Jimena Itriago
- Ignacio Navarro - Don Eleazar Rangel
- Irma Palmieri - Enfermera Elena Bustillo
- Jaime Araque - Álvaro Sucre
- José Daniel Bort - Humberto Sandoval
- Lourdes Valera - Zoraida Briceño
- Marialejandra Martín - Irina Perdomo Méndez
- Marlene Maseda - Débora Luján
- Pedro Durán - Ildelmaro Torres
- Pedro Marthan - Don Isaías Luján
- Ricardo Herranz - Manuel
- Umberto Buonocuore - Don Jacinto Perdomo
- Victoria Roberts - Altagracia Perdomo Méndez
- Virginia Urdaneta - Mercedes Mendoza
- Rosita Vásquez - Doña Ifigenia Méndez
- Chela Atencio - Beatriz Mendoza
- Nelson Segre - Alberto Sandoval
- Arturo Calderón - Bermúdez
- Karl Hoffman - Eduardo De Dios Sucre Montoya
- Nélida Brandón - Doña Ismenia De Luján
- Carolina Perpetuo - Evangelina Graterol
- Miguel de León - Instructor de natación
- Marco A. Casanova - Fernández
- Estrella Castellanos
- Ricardo García - Mauricio Gómez
- María Antonieta Gómez - La Kumbamba López
- Lorenzo Henríquez - Delgadito (chofer)
- Petite Kutlesa - María De Los Ángeles Mendoza Luján (Niña)
- Lourdes Medrano - Doña Luisa Rebolledo
- Domingo Del Castillo - Juez Santana
- Jeanette Flores - María De Los Ángeles Mendoza Lujan (Adolescente)
- Julio Mujica - Joaquín
- Jenny Noguera - Yajaira Montilla
- Larissa Peña - Serenela Benítez
- Blanca Pereira - Doña Custodia
- Marcelo Rodríguez - Salvador
- Rita De Gois - Leonor
- Manolo Vásquez - Mayordomo
- Roberto Moll - Arturo Sandoval
- Ana Karina Manco - Ingrid
- Leonardo Oliva - Dr. Farías
- Diego Acuña - Alejandro García
- Freddy Pereira - Prof. Crisantemo
- Dolores Beltrán - Doña Mercedes Montiel
- Claudia Roca Urioste - (mucama)
- Rubén Coll
- Elitce Sánchez
- Maribel Meneses
- Ileana Alomá
- Marcel Arnalot
- Mery Brito
- Sharon Bosch - Secretaria Milagros
- Freddy Delgado
- Manuel de Sousa
- Lucila D’Vanzo - Amiga de Silvana
- Andrés Izaguirre - Noguera
- Vestalia Mejías
- Bonnie Marín - Directora de la cárcel
- Joseph Landa
- Ana López
- María Soledad Ortega
- Carlos Omaña - Manolo
- Isabel Padilla - Sra. Carmen De Gómez
- Milton Padilla
- Alfonso Ramírez
- Manuel Rodríguez
- Romy Romero
- Altemio Sequera
- Lolymar Sánchez - Luna Mazzeo
- Dinorah Zambrano
- José Eloy Sánchez

## Versiones
- La productora mexicana TV Azteca realizó tres versiones de esta telenovela:
  - La primera fue con el título original "Señora" en 1998, producida por Alejandra Hernández y Humberto Zurita y protagonizada por Julieta Egurrola, Aylín Mújica y Fernando Ciangherotti.
  - La segunda fue "Un nuevo amor" en 2003, la cual fue modificada debido al bajo índice de audiencia, producida por Elisa Salinas y protagonizada por Karen Sentíes, Sergio Basáñez y Cecilia Ponce.
  - La tercera fue "Destino" en 2013, en la cual se realizó una versión libre, producida por María del Carmen Marcos y protagonizada por Paola Núñez, Mauricio Islas y Margarita Gralia.

- "Toda una dama" es una adaptación de la telenovela "Señora".  Esta nueva versión fue una adaptación de Iris Dubs en el 2007 y estuvo protagonizada por Christina Dieckmann y Ricardo Álamo, coprotagonizada por Roberto Messuti, y la participación antagónica de la primera actriz Nohely Arteaga.